# Pityrodia ternifolia
Pityrodia ternifolia là một loài thực vật có hoa trong họ Hoa môi. Loài này được (F.Muell.) Munir miêu tả khoa học đầu tiên năm 1979.